# Kovači (porodica riba)
Zeidae (Kovači), porodica isključivo morskih riba iz razreda Zeiformes. Odlikuju se uskim (dosta pljosnatim) tijelom i velikim ustima. Raširena je posvuda, a nisu poznati samo uz američku obalu. U svijetu kulinarstva najpoznatiji je Z. faber ili kovač (šanpjer), i na glasu kao velika delicija. Porodica se sastoji se od dva roda sa 6 vrsta, 
- a) Zeus s vrstama 
  - Zeus faber Linnaeus, 1758; (kovač, šanpjer),
  - Zeus capensis, Valenciennes, 1835
- b) Zenopsis s vrstama 
  - Zenopsis conchifer, (Lowe, 1852)
  - Zenopsis nebulosa, (Temminck & Schlegel, 1845)
  - Zenopsis oblonga, Parin, 1989
  - Zenopsis stabilispinosa, Nakabo, Bray & Yamada, 2006

Pravi kovač Zeus faber naraste do 90 centimetara i težine do 8 kilograma, a najduži poznati životni vijek je 8 godina i jedna je od najpoznatijih riba Jadrana i najtraženija zbog veoma ukusnog mesa. Najrašireniji je na Jadranu, Novom Zelandu, Japanu i Africi. 
- Zenopsis nebulosa
- Zeus capensis
- Zenopsis nebulosa
- Zenopsis conchifer

## Vanjske poveznice
|  | Zajednički poslužitelj ima još gradiva o temi Zeidae |
|  | Wikivrste imaju podatke o taksonu Zeidae             |